# Fritz von Kleudgen

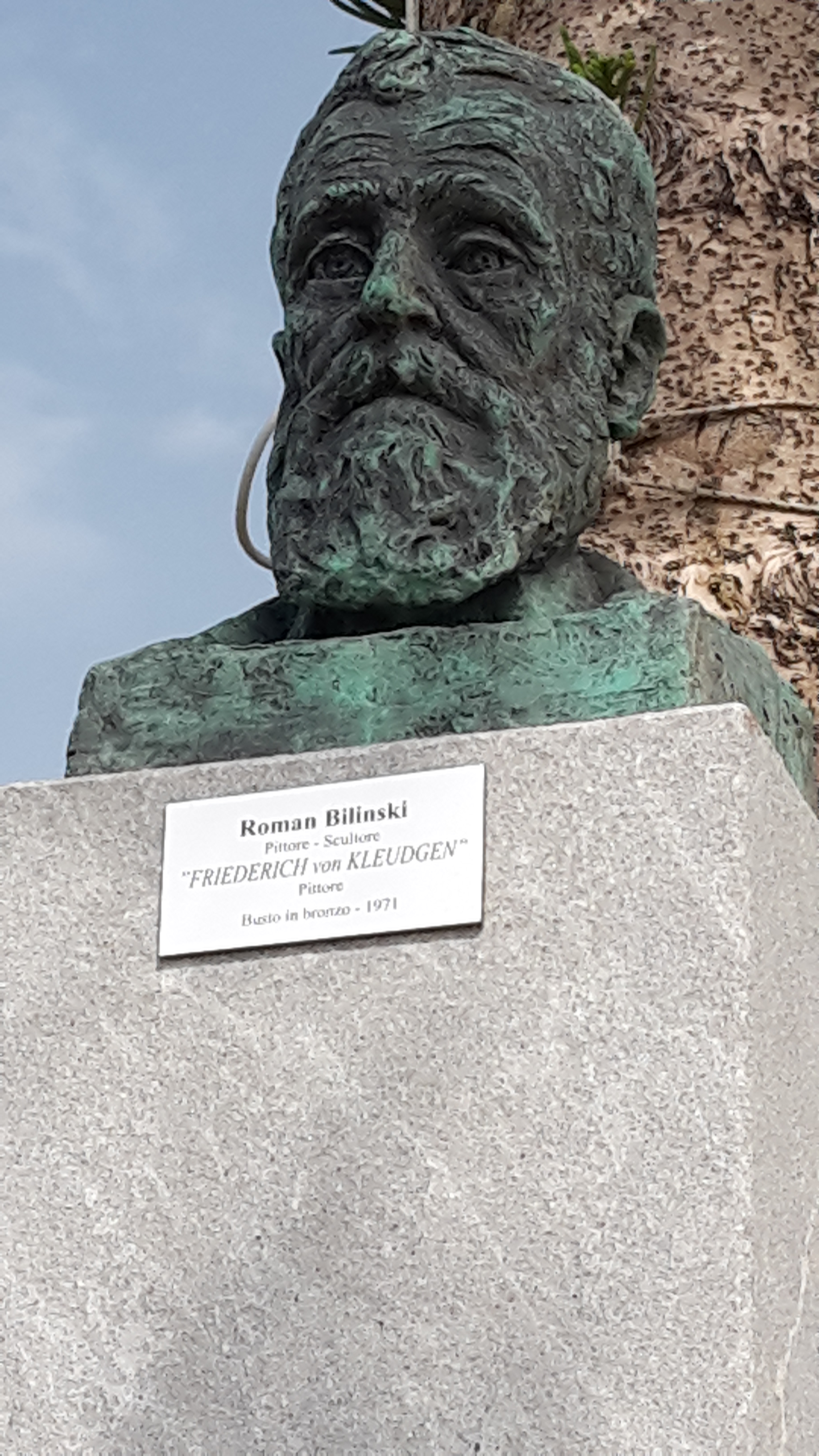
Friedrich von Kleudgen, Büste in Bordighera von Roman Bilinski

Freiherr Friedrich Philipp von Kleudgen (* 23. Februar 1856 in Würzburg; † 22. Juni 1924 in Bordighera, Italien) war ein deutscher Maler, der mit seinen ausdrucksstarken, gefühlvollen und von hohem malerischen Können zeugenden Ölgemälden und Aquarellen von Landschaften und Strandansichten der italienischen Riviera Bekanntheit erlangte. Zwischen 1882 und 1900 war er häufig auf deutschen Ausstellungen vertreten.

## Leben
Friedrich von Kleudgen studierte Malerei in Weimar. Später wechselte er an die Kunstakademie Dresden, wo er Adrian Ludwig Richter kennenlernte. Wie viele Künstler seiner Zeit besuchte er Italien mit längeren Aufenthalten in Neapel und Venedig.

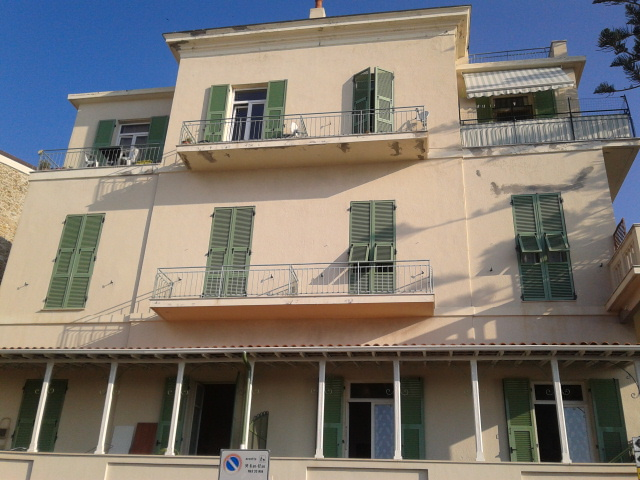
Villa Banana

1873 kam er mit seiner Frau nach Bordighera und blieb bis 1884 in der Pensione Calvauna, die später zu Coffee Cadama wurde. In der Stadt fand er eine kleine deutsche Gemeinde und beschloss, fasziniert vom Klima und Licht, sich in der ligurischen Stadt niederzulassen. 1885 baute er sein Haus etwas außerhalb der Mauern des alten Bordighera, in der Nähe des Hafens von Magdalena und des alten Friedhofs. Das Haus, das er „Villa Banana“ nannte und das sich in der 4. Straße der Via dei Colli befindet, existiert noch heute, wurde aber leider in ein Wohnhaus umgewandelt und befindet sich in einem schlechten Zustand.
1891 heiratete er seine zweite Frau, Elizabeth Pudmensky, mit der er drei Kinder hatte: Frieda, William (Bergsteiger, † 1929) und Luise († 1898). Das einzige überlebende Kind war Baronin Frieda von Kleudgen-Peano, verheiratet mit Alessio Peano, dem Onkel der italienische Schriftstellerin Lalla Romano. 1971 schrieb Frieda ein Buch über das Leben ihres Vaters mit dem Titel „Mein Vater“. Sie erinnert sich, dass von Kleudgen an Sommerabenden oft auf der Terrasse des Hauses mit seinen Freunden, darunter dem Maler und Bürgermeister Giuseppe Ferdinando Piana, musizierte. Von Kleudgen liebte das einfache Dorfleben und die Gespräche mit den zurückkehrenden Fischern aus der Baia dell'Arziglia.
Da er enge Freundschaften mit vielen Einwohnern Bordigheras geschlossen hatte, stellte er sie gern in seinen Gemälden dar. Natürlich hatte er sich mit anderen in Bordighera lebenden Malern und Künstlern angefreundet, wie Pompeo Mariani, Giuseppe Ferdinando Piana, Hermann Nestel, Charles Garnier und seinem Landsmann Ludwig Winter.
1884 porträtierte ihn Claude Monet, als er in der Nähe eines Fensters der Villa Garnier malte.
Von Kleudgen produzierte eine Reihe von Aquarellen von Bordighera, von denen einige sehr bekannt wurden, da sie als Postkarten reproduziert wurden.
Er starb in Bordighera 22. Juni 1924 im Alter von 68 Jahren.

## Werk

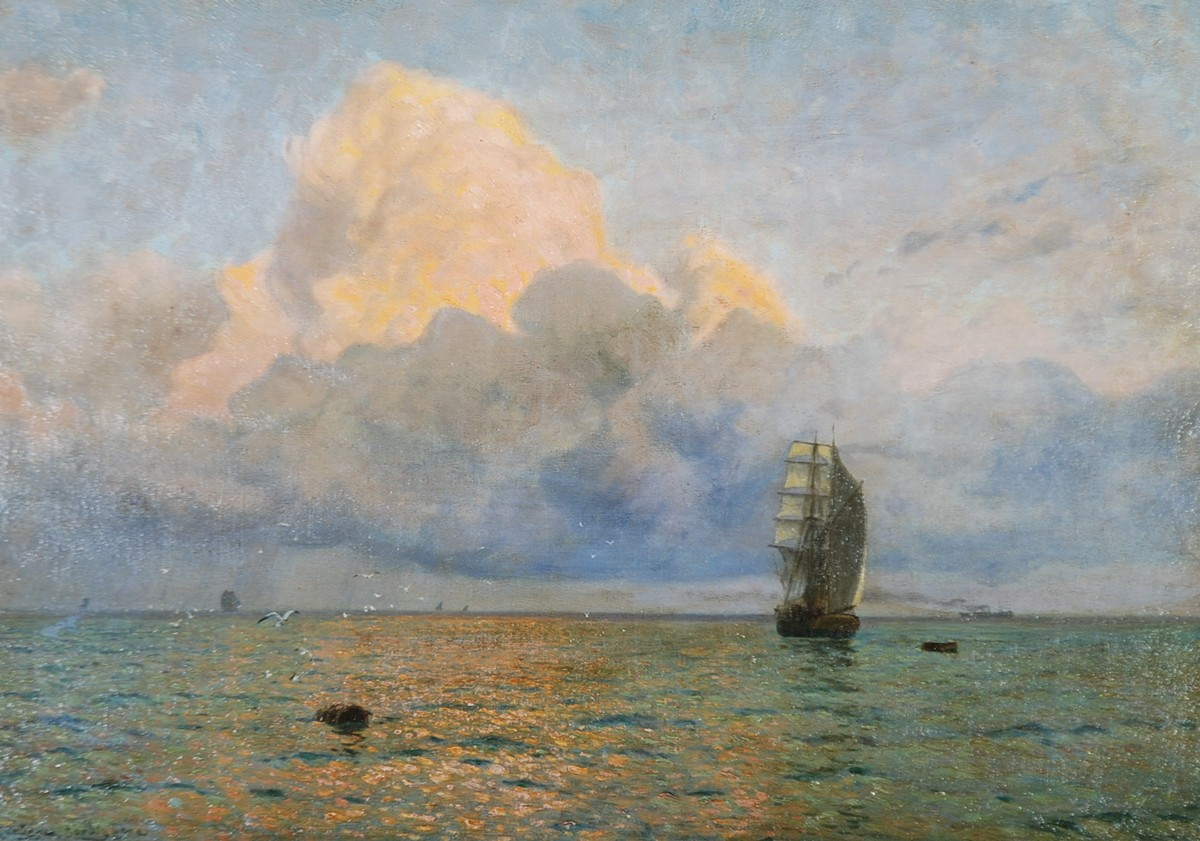
Friederich von Kleudgen – Seelandschaft mit Segelschiff

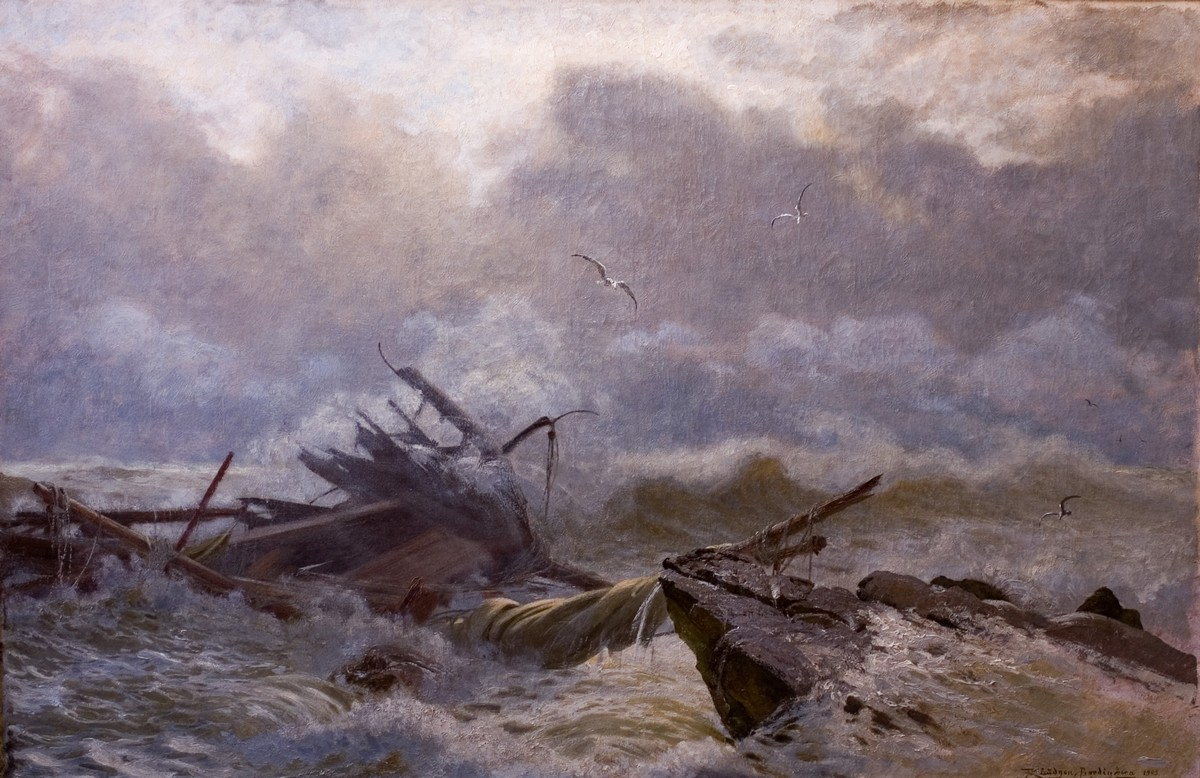
Friederich von Kleudgen – Seenot

Was ihn am meisten faszinierte, war das Meer, das er in vielen Gemälden malte. Seine Bilder zeigen das Meer sowohl ruhig als auch stürmisch und vermitteln einen Eindruck von der Schönheit und der Kraft der Natur. Seine berühmtesten Gemälde sind „Fischnest“ und „Seeschlange“, die im Clarence Bicknell Museum (Museo Bicknell) zu sehen sind. Einige seiner Gemälde sind im Rathaus von Bordighera ausgestellt, die meisten befinden sich jedoch in Privatsammlungen. Ein weiteres bei von Kleudgen beliebtes Thema waren die Pfade um Bordighera.
Mit besonderer Vorliebe malte er Seestücke, die in ihrer bescheidenen Zurückhaltung dennoch außerordentlich für ihr einnehmen. Mit gutem malerischen Können angepackt, fesseln sie durch schönen weichen Ton und durch eine flüssige, lockere Pinselführung.